# Number 1 to Infinity (residência)
#1 to Infinity é uma residência de shows da cantora americana Mariah Carey no Caesars Palace em Las Vegas . Teve ínicio no dia 6 de Maio de 2015 e terá conclusão no dia 11 de setembro de 2016, com concertos nos sábados, domingos e quarta-feira . O concerto conta com as dezoito músicas de Mariah que alcançaram o topo das paradas  Hot 100 da Billboard incluindo sua nova música, Infinity.   

## Antecedentes
Mariah anunciou a residência de shows durante uma entrevista para o programa da Ellen DeGeneres. O anúncio chegou após a cantora canadense Celine Dion anunciar que iria dar uma pausa em sua residência de shows após descobrir que seu marido René Angelil, não estava bem de saúde e teria pouco tempo de vida, dando abertura então para que Mariah pensasse a respeito de performar em Las Vegas mais tarde Celine informou que retornaria para o Caesars Palace no dia 27 de Agosto de 2015.
Falando sobre a residência, Mariah disse "Eu irei fazer minha primeira residência em Vegas, no Caesars. Isso é um evento especial para mim. E de novo, eu espero que os fãs aproveitem pois eu apresentarei cada uma de minhas músicas do álbum #'1s porém agora em uma versão atual com todas as dezoito músicas. Espero que todos gostem. Eu nunca fiz isso antes."  Os ingressos começaram a ser vendidos no dia 15 de janeiro de 2015.

## Críticas
Robin Leach do Las Vegas Sun, parabenizou a abertura do concerto, escrevendo que a cantora "é a maior referencia contemporânea da música pop na década." 

## Faixas
A setlist representa as músicas performadas na noite de abertura da residência e não todas as apresentações.
1. Vision of Love
2. Love Takes Time
3. Someday
4. I Don't Wanna Cry
5. Emotions
6. I'll Be There
7. Dreamlover
8. Hero
9. Fantasy
10. One Sweet Day
11. Always Be My Baby
12. Honey
13. My All
14. Heartbreaker
15. Thank God I Found You
16. We Belong Together
17. Don't Forget About Us
18. Touch My Body
19. Infinity (Música Bônus)

## Apresentações
| Data                    | Shows / Esgotados  | Comparecimentos         | Arrecadação        |
| Primeira Temporada      | Primeira Temporada | Primeira Temporada      | Primeira Temporada |
| ----------------------- | ------------------ | ----------------------- | ------------------ |
| 06 de Maio de 2015      | 8 / 4              | 30,936 / 32,597 (95%)   | $4,596,125         |
| 09 de Maio de 2015      | 8 / 4              | 30,936 / 32,597 (95%)   | $4,596,125         |
| 10 de Maio de 2015      | 8 / 4              | 30,936 / 32,597 (95%)   | $4,596,125         |
| 16 de Maio de 2015      | 8 / 4              | 30,936 / 32,597 (95%)   | $4,596,125         |
| 17 de Maio de 2015      | 8 / 4              | 30,936 / 32,597 (95%)   | $4,596,125         |
| 20 de Maio de 2015      | 8 / 4              | 30,936 / 32,597 (95%)   | $4,596,125         |
| 23 de Maio de 2015      | 8 / 4              | 30,936 / 32,597 (95%)   | $4,596,125         |
| 24 de Maio de 2015      | 8 / 4              | 30,936 / 32,597 (95%)   | $4,596,125         |
| Segunda Temporada       |                    |                         |                    |
| 08 de Julho de 2015     | 9 / 6              | 34,499 / 35,846 (96%)   | $5,300,365         |
| 11 de Julho de 2015     | 9 / 6              | 34,499 / 35,846 (96%)   | $5,300,365         |
| 12 de Julho de 2015     | 9 / 6              | 34,499 / 35,846 (96%)   | $5,300,365         |
| 15 de Julho de 2015     | 9 / 6              | 34,499 / 35,846 (96%)   | $5,300,365         |
| 18 de Julho de 2015     | 9 / 6              | 34,499 / 35,846 (96%)   | $5,300,365         |
| 19 de Julho de 2015     | 9 / 6              | 34,499 / 35,846 (96%)   | $5,300,365         |
| 22 de Julho de 2015     | 9 / 6              | 34,499 / 35,846 (96%)   | $5,300,365         |
| 25 de Julho de 2015     | 9 / 6              | 34,499 / 35,846 (96%)   | $5,300,365         |
| 26 de Julho de 2015     | 9 / 6              | 34,499 / 35,846 (96%)   | $5,300,365         |
| Terceira Temporada      |                    |                         |                    |
| 02 de Fevereiro de 2016 | 9 / 2              | 31,038 / 35,349 (88%)   | $4,532,760         |
| 05 de Fevereiro de 2016 | 9 / 2              | 31,038 / 35,349 (88%)   | $4,532,760         |
| 06 de Fevereiro de 2016 | 9 / 2              | 31,038 / 35,349 (88%)   | $4,532,760         |
| 10 de Fevereiro de 2016 | 9 / 2              | 31,038 / 35,349 (88%)   | $4,532,760         |
| 13 de Fevereiro de 2016 | 9 / 2              | 31,038 / 35,349 (88%)   | $4,532,760         |
| 14 de Fevereiro de 2016 | 9 / 2              | 31,038 / 35,349 (88%)   | $4,532,760         |
| 17 de Fevereiro de 2016 | 9 / 2              | 31,038 / 35,349 (88%)   | $4,532,760         |
| 19 de Fevereiro de 2016 | 9 / 2              | 31,038 / 35,349 (88%)   | $4,532,760         |
| 20 de Fevereiro de 2016 | 9 / 2              | 31,038 / 35,349 (88%)   | $4,532,760         |
| Quarta Temporada        |                    |                         |                    |
| 07 de Junho de 2016     | 9 / 0              | 30,319 / 38,660 (78%)   | $3,069,710         |
| 10 de Junho de 2016     | 9 / 0              | 30,319 / 38,660 (78%)   | $3,069,710         |
| 11 de Junho de 2016     | 9 / 0              | 30,319 / 38,660 (78%)   | $3,069,710         |
| 14 de Junho de 2016     | 9 / 0              | 30,319 / 38,660 (78%)   | $3,069,710         |
| 17 de Junho de 2016     | 9 / 0              | 30,319 / 38,660 (78%)   | $3,069,710         |
| 18 de Junho de 2016     | 9 / 0              | 30,319 / 38,660 (78%)   | $3,069,710         |
| 21 de Junho de 2016     | 9 / 0              | 30,319 / 38,660 (78%)   | $3,069,710         |
| 24 de Junho de 2016     | 9 / 0              | 30,319 / 38,660 (78%)   | $3,069,710         |
| 25 de Junho de 2016     | 9 / 0              | 30,319 / 38,660 (78%)   | $3,069,710         |
| Quinta Temporada        |                    |                         |                    |
| 24 de Agosto de 2016    | —                  | —                       | —                  |
| 27 de Agosto de 2016    | —                  | —                       | —                  |
| 28 de Agosto de 2016    | —                  | —                       | —                  |
| 31 de Agosto de 2016    | —                  | —                       | —                  |
| 03 de Setembro de 2016  | —                  | —                       | —                  |
| 04 de Setembro de 2016  | —                  | —                       | —                  |
| 07 de Setembro de 2016  | —                  | —                       | —                  |
| 10 de Setembro de 2016  | —                  | —                       | —                  |
| 11 de Setembro de 2016  | —                  | —                       | —                  |
| Sexta Temporada         |                    |                         |                    |
| 08 de Julho de 2017     | __                 | __                      | __                 |
| 09 de Julho de 2017     | __                 | __                      | __                 |
| 11 de Julho de 2017     | __                 | __                      | __                 |
| 14 de Julho de 2017     | __                 | __                      | __                 |
| 15 de Julho de 2017     | __                 | __                      | __                 |
| 18 de Julho de 2017     | __                 | __                      | __                 |
| Total                   | 35 / 12            | 126,792 / 142,452 (93%) | $17,498,960        |

## Shows Cancelados
| Data               | Motivo    |
| ------------------ | --------- |
| 13 de Maio de 2015 | Bronquite |

## Músicos
- Diretor — Kenneth Ehrlich
- Diretor de criação — Raj Kapoor
- Diretor Músical — James Wright
- Guitarra — Tim Stewart
- Bateria — Josh Baker
- Baixo— Lance Tolbert
- Teclado —  Daniel Moore & Derrieux Edgecombe
- Piano - James "Big Jim" Wright
- Backing Vocals — Trey Lorenz, Maryann Tatum, & Takeytha Johnson